# سکات، ساسکاچوان
سکات، ساسکاچوان (به انگلیسی: Scott, Saskatchewan) یک منطقهٔ مسکونی در کانادا است که در ساسکاچوان واقع شده‌است. سکات ۴٫۳۳ کیلومتر مربع مساحت و ۱۱۰ نفر جمعیت دارد.